# Paphiopedilum vietenryanum
Paphiopedilum vietenryanum là một loài thực vật có hoa trong họ Lan. Loài này được O.Gruss & Petchl. mô tả khoa học đầu tiên năm 2002.